# Peter Franken (Physiker)
Peter Alden Franken (* 10. November 1928; † 11. März 1999 in Tucson) war ein US-amerikanischer Physiker, der sich mit nichtlinearer Optik und Atomphysik befasste.
Franken wurde 1952 an der Columbia University promoviert und war danach als Post-Doktorand zwei Jahre an der Stanford University. Ab 1956 war er an der University of Michigan, wo er Professor wurde. 1959 wurde er Sloan Research Fellow. 1973 ging er an die University of Arizona als Direktor des Optical Sciences Center.
1961 demonstrierte er mit Kollegen als Erster Frequenzverdopplung (SHG, Second Harmonic Generation), die er danach vielfach anwandte. In den 1960er Jahren war er mit Colgrave, Richard (Dick) Sands und Robert Lewis ein Pionier der Level Crossing Spectroscopy.
1977 war er Präsident der Optical Society of America, deren R. W. Wood Prize er 1979 erhielt. In den 1970er Jahren war er einige Jahre Direktor der Advanced Research Projects Agency (ARPA) in Washington, D.C.